# مسجد رايزياي
مسجد رايزياي (بالليتوانية: Raižių mečetė)‏: هو مسجد خشبي يقع في قرية رايزياي، مقاطعة أليتس في ليتوانيا. كان هو المسجد الوحيد الذي عمل خلال الحقبة السوفيتية. يظل المسجد مفتوحًا، في التجمعات الدينية الإسلامية المحلية خلال الأعياد الكبرى. يُعد المسجد بمثابة مركز للأنشطة لـ 500 تتاري يعيشون في القرية.
منذ 1999، تم تصنيف المسجد كموقع للتراث الثقافي (الرمز الفريد 24828). يوجد في قرية رايزياي العديد من مقابر التتار، حيث يتم دفن التتار الليتوانيين والمسلمين من جنسيات أخرى.

## التاريخ
تم ذكر المسجد لأول مرة في المصادر التي يرجع تاريخها إلى 1663، تم بناء المسجد الحالي في 1889. تم تجديده في 1993. يضم المسجد أقدم منبر متبقي من الكومنولث البولندي الليتواني (بُني في 1686).

## أنظر أيضا
- الإسلام في ليتوانيا
- مسجد كروسزينياني، بولندا
- مسجد نوفوغرودوك، بيلاروسيا